# Säulendiagramm

Säulendiagramm

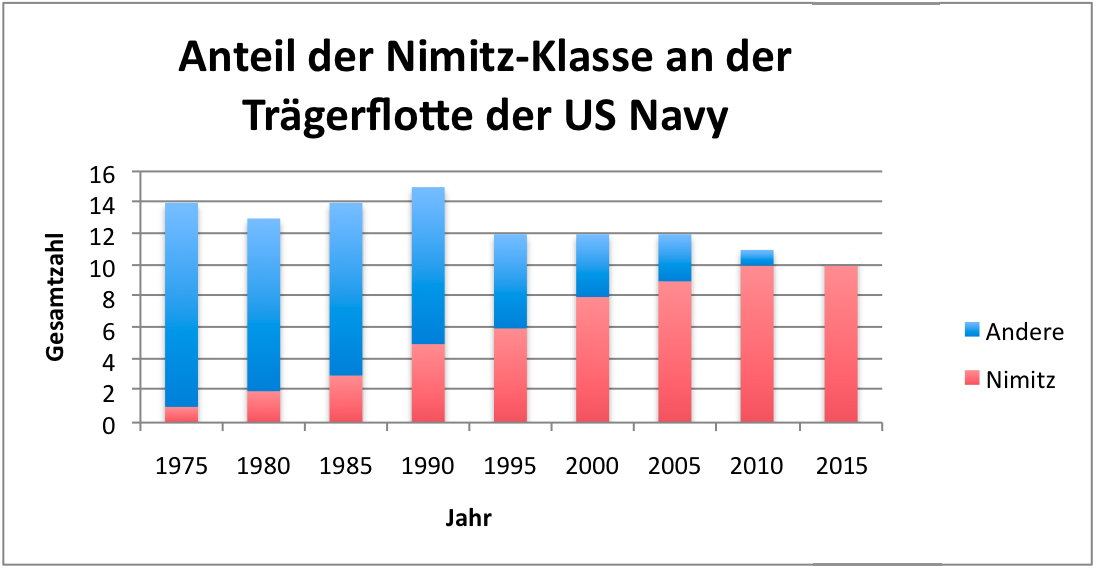
Gestapeltes Säulendiagramm

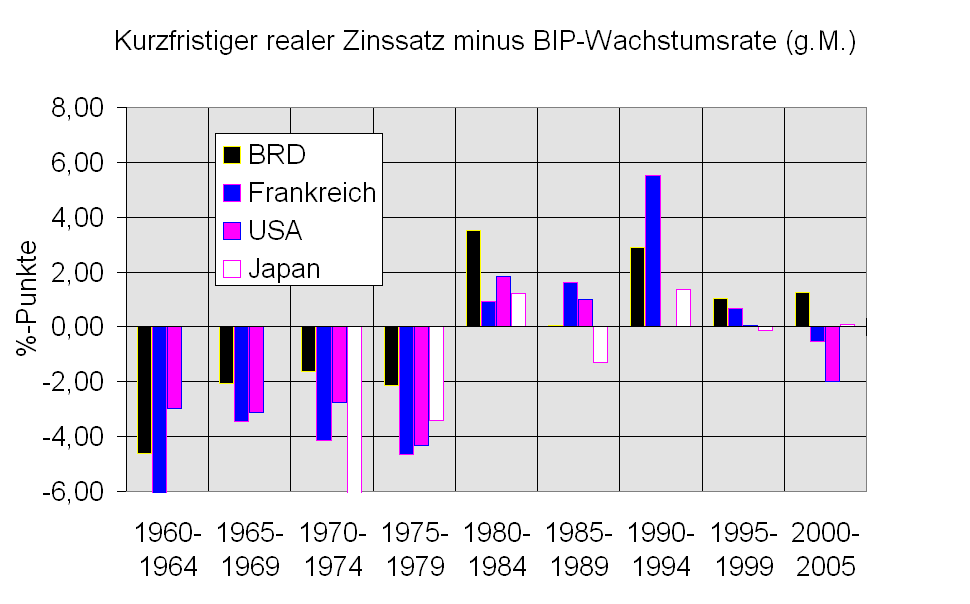
Gruppiertes Säulendiagramm

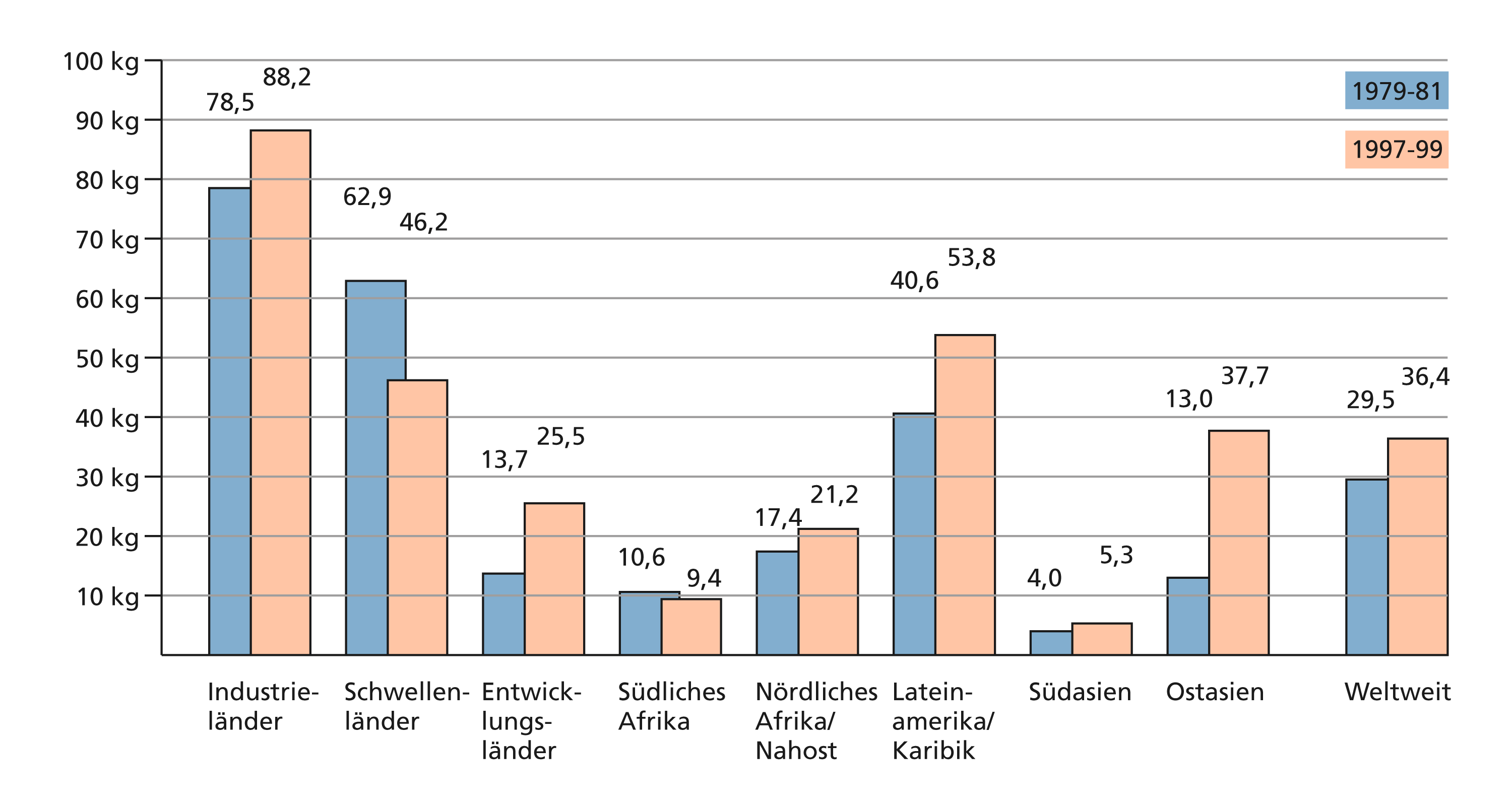
Überlappendes Säulendiagramm

Das Säulendiagramm, bei schmalen Säulen auch Stabdiagramm genannt, ist ein Diagramm zur vergleichenden Darstellung, das durch auf der x-Achse senkrecht stehende Säulen (Rechtecke mit bedeutungsloser Breite) die Häufigkeitsverteilung einer diskreten (Zufalls-)Variablen veranschaulicht. Das Säulendiagramm eignet sich besonders, um wenige Ausprägungen (bis ca. 15) zu veranschaulichen. Bei mehr Kategorien leidet die Anschaulichkeit und es sind Liniendiagramme zu bevorzugen. Auch im Falle von Daten eines metrischen Merkmals eignet sich das Säulendiagramm nicht, es ist ein Histogramm zu bevorzugen.

## Eigenschaften
Das Säulendiagramm ist eine höhenproportionale Darstellungsform einer Häufigkeitsverteilung, da die Höhe einer Säule proportional zur Häufigkeit der entsprechenden Merkmalsausprägung ist. Besitzen alle Säulen die gleiche Breite, d. h. ist die Säulenbreite über alle Merkmalsausprägungen konstant, impliziert die Höhenproportionalität auch Flächenproportionalität.
Im Gegensatz zur Liniendarstellung schließt eine Säule optisch alle Werte vom Ursprung bis zum Endwert ein. Deswegen eignen sich Säulen nicht für jede Anwendung. Abhängig vom Wert kann die Säule nach oben oder nach unten wachsen.

## Sonderformen

### Gestapeltes Säulendiagramm
Gestapelte Säulendiagramme, auch Stapeldiagramme genannt, stellen relative oder absolute Häufigkeiten von mindestens zwei Datenreihen in einer Rechtecksäule dar. Die jeweiligen Häufigkeiten werden demnach als Flächen dargestellt. Die einzelnen Werte werden übereinander angeordnet und die Rechtecksäule bildet den Gesamtwert ab. Gesamtwerte werden auf diese Weise besser vergleichbar. Jedoch ist das Stapeldiagramm weniger gut geeignet, um Veränderungen der abgebildeten Anteile abzulesen.

### Gruppiertes Säulendiagramm
Das gruppierte Säulendiagramm bildet die Werte mehrerer Kategorien nebeneinander ab. Die verschiedenen Variablen sind somit direkt miteinander vergleichbar. Die aggregierten Daten können in diesem Diagrammtyp jedoch schwer abgelesen und verglichen werden.

### Überlappendes Säulendiagramm
In einem überlappenden Säulendiagramm werden die Säulen eines jeweiligen Merkmals überlappt dargestellt. Diese Darstellungsvariante wird häufig für mehrere Zeitreihen verwendet. Diesbezüglich findet sich die neueste Zeitreihe im Vordergrund und dementsprechend sind ältere Zeitreihen teilweise verdeckt.

### Balkendiagramm

Beispiel eines Balkendiagramms

Das Balkendiagramm ist dem Säulendiagramm sehr ähnlich. Es entspricht einem Säulendiagramm mit vertauschten Achsen. So werden aus den vertikalen Säulen horizontale Balken und es wächst in die Breite und nicht in die Höhe. Daher ist es besser für die Darstellung vieler Daten geeignet, da es leichter auf anderen Seiten fortgesetzt werden kann. Besonders gut sind Balkendiagramme für die Darstellung von Rangfolgen wie der Hattie-Rangliste geeignet.

### Sonstige
Weitere Sonderformen sind das Paretodiagramm und das Wasserfalldiagramm.

## Sonstiges
Eine Anwendung des Säulendiagramms im öffentlichen Raum ist der im Jahr 2014 errichtete „Klimazaun“ des Wettermuseums Alte Schule Schreufa in Frankenberg-Schreufa. Als ein markantes Objekt des Museums (das tatsächlich zugleich auch als Zaun dient) zeigen die Zaunlatten in ihrer Abfolge die Entwicklung der durchschnittlichen Jahrestemperatur in Deutschland seit 1914 und bieten auf diese Weise einen Hinweis auf den Klimawandel in den letzten 100 Jahren.

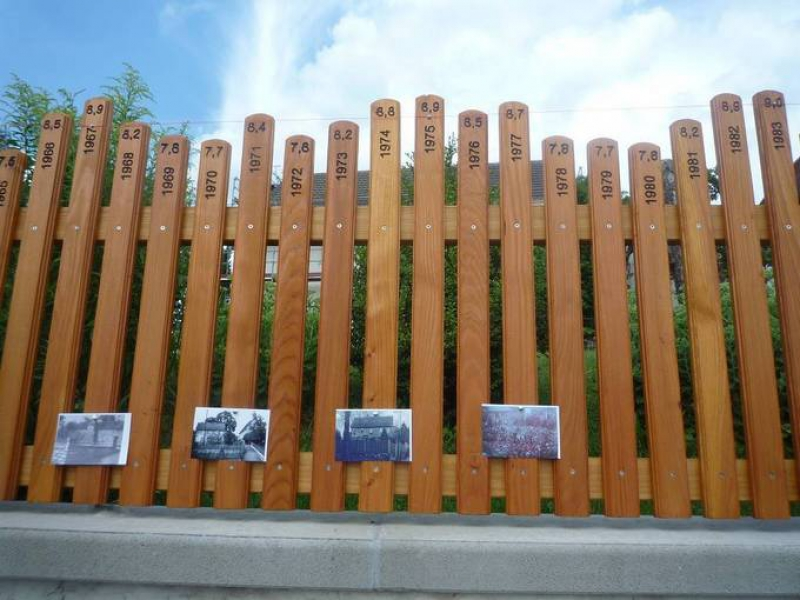
Klimazaun des Wettermuseums Schreufa

Eine weitere bekannte Anwendung in Deutschland ist das Wahldiagramm.